# 152-mm-Kanonenhaubitze M1937 (ML-20)

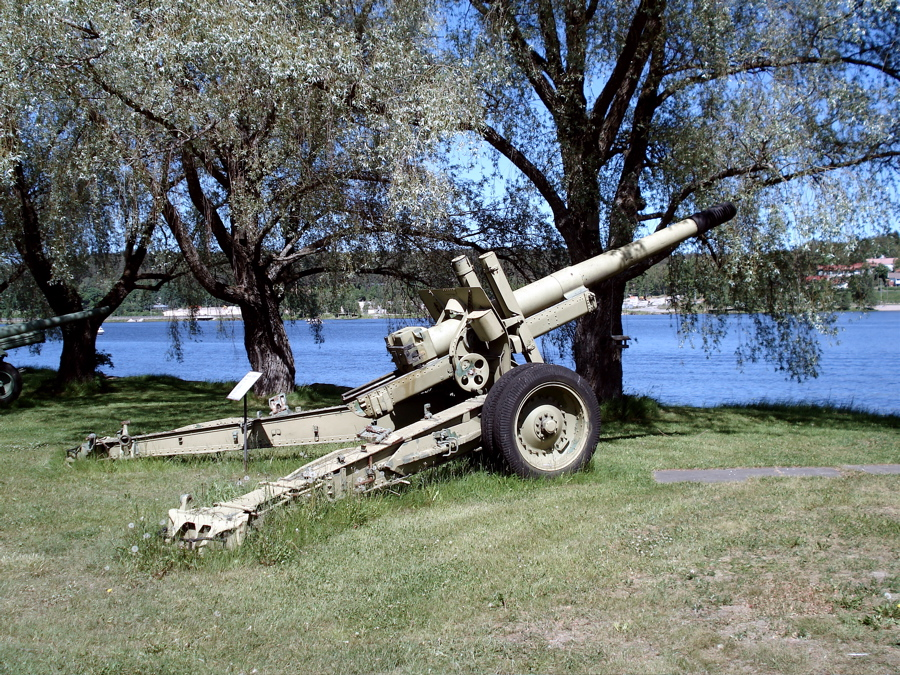
152-mm-Kanonenhaubitze M1937 (ML-20)

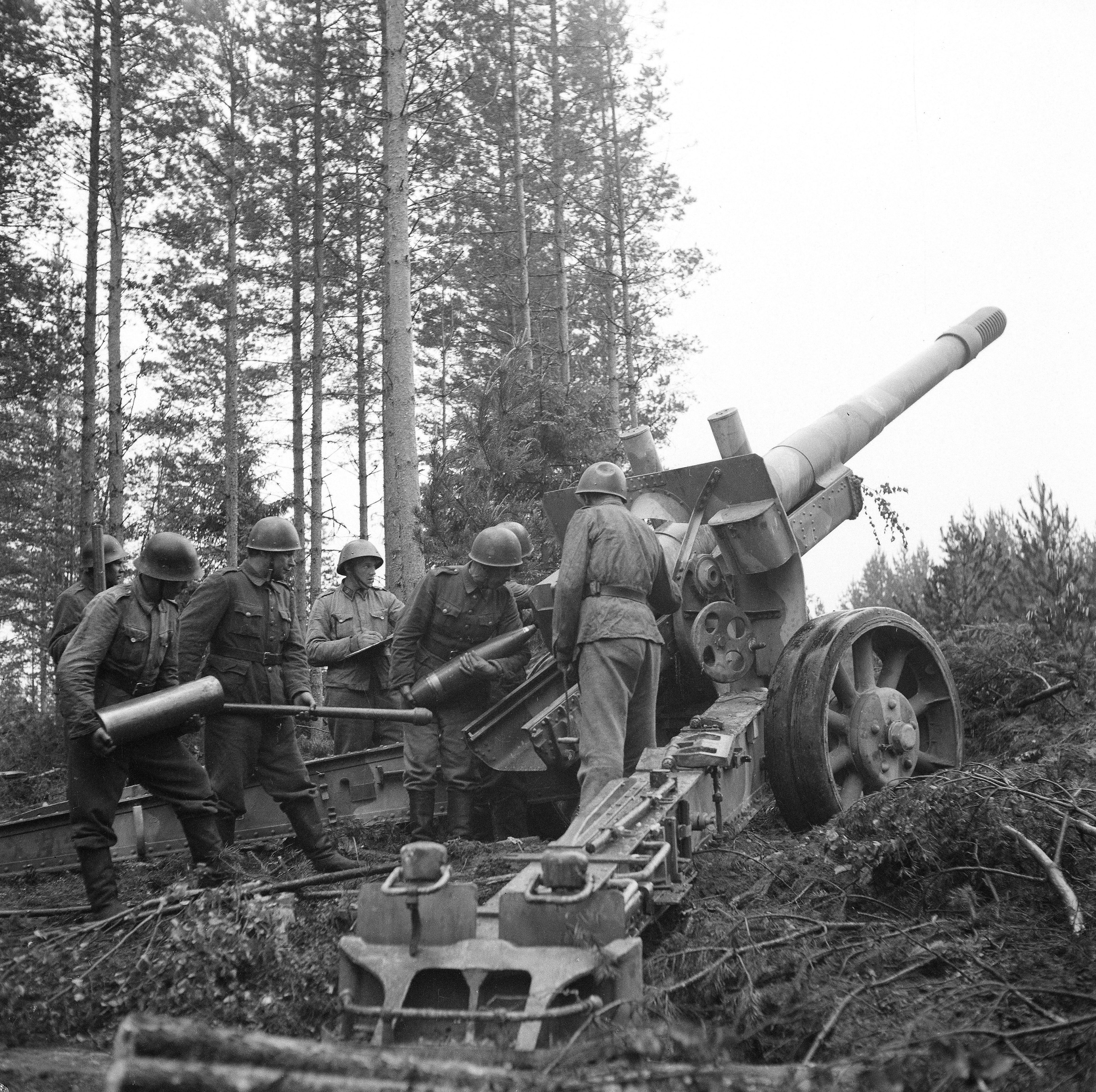
Finnische Soldaten beschießen im Sommer 1944 sowjetische Stellungen

Die 152-mm-Kanonenhaubitze M1937 (russisch 152-мм гаубица-пушка образца 1937 года) war ein sowjetisches schweres Artilleriegeschütz mit einem Kaliber von 152,4 mm, das im Zweiten Weltkrieg eingesetzt wurde. Die Werksbezeichnung der Waffe lautete ML-20 (МЛ-20), der GAU-Index 52-G-544A (52-Г-544А).

## Geschichte

### Entwicklung
Das Geschütz wurde im Jahr 1937 konstruiert, wobei F. F. Petrow der verantwortliche Chefkonstrukteur war. Insgesamt wurden 6884 Exemplare hergestellt. Bei der Roten Armee hieß es 152-mm-Kanonenhaubitze M1937, die Werksbezeichnung des Herstellers, Permski Sawod No. 172 (Permer Werk Nr. 172) lautete ML-20.

### Technische Beschreibung
Weil das Geschütz die Eigenschaften sowohl einer Haubitze (großer Höhenrichtwinkel) als auch einer Kanone (relativ große Mündungsgeschwindigkeit und Rohrlänge in Kalibern) vereinte, wurde es von der Führung der Roten Armee als Kanonenhaubitze klassifiziert.

## Einsatz
Im Kampfeinsatz war die 152-mm-Kanonenhaubitze M1937 (ML-20) in mancher Beziehung sehr erfolgreich, einschließlich des Konterbatterieschießens, der Abwehr gegen schwere Panzer und bei Kämpfen im urbanen Raum zur Zerstörung von Gebäuden.

## Einsatz bei anderen Nationen

### 152 H/37
Die finnischen Streitkräfte erbeutete während des Winterkrieges von den sowjetischen Angreifern eine Reihe gegnerischer Artilleriewaffen. Auch bei der Fortsetzung der Kämpfe nach dem Angriff der Wehrmacht auf die Sowjetunion wurden wieder Geschütze erbeutet und gelegentlich von der Wehrmacht überlassen. Bei den finnischen Streitkräften trug das Geschütze die Bezeichnung 152 H/37.

### 15,2-cm-Kanonenhaubitze 433/1 (r)
Nach dem Beginn des Angriffskriegs gegen die Sowjetunion, der deutscherseits auch als Russlandfeldzug bezeichnet wurde, erbeuteten die deutsche Wehrmacht in der frühen Kriegsphase durch weitgreifende Operationen große Mengen an sowjetischer Ausrüstung. Viele dieser Waffen fanden, sofern ausreichende Mengen Munition vorhanden waren, bei den deutschen und verbündeten Streitkräfte eine weitere Nutzung. Die 152-mm-Kanonenhaubitze M1937 wurde bei der Wehrmacht als 15,2-cm-Kanonenhaubitze 433/1(r) geführt und kam auch in den Befestigungen des Atlantikwalls zur Verwendung.

## Varianten
Zur direkten Bekämpfung gegnerischer Kampfwagen und den direkten Schuss gegen befestigte Stellungen wurden auf Basis schwerer Panzer großkalibrige Waffen als Sturmgeschütze entwickelt.
Die schweren sowjetischen Selbstfahrlafetten SU-152 und ISU-152 wurden mit der Variante ML-20S der 152-mm-Kanonenhaubitze M1937 bewaffnet.

## Technische Daten
| 152-mm-Kanonenhaubitze M1937             |                                                                        |
| Allgemeine Eigenschaften                 |                                                                        |
| Klassifikation                           | ursprünglich schweres Korpsgeschütz, später schweres Armeegeschütz     |
| Hersteller                               | Permski Sawod No. 172 (Permer Werk Nr. 172, russ. Пермский завод №172) |
| Rohr                                     |                                                                        |
| Rohrlänge (gezogener Lauf)               | 4.240 mm (L/27,9)                                                      |
| Höhe der Schusslinie                     | 1.613 mm                                                               |
| Feuerdaten                               |                                                                        |
| Beweglichkeit                            |                                                                        |
| Bodenfreiheit                            | 315 mm                                                                 |
| Höchstgeschwindigkeit im Fahrzeugschlepp | 20 km/h                                                                |